# Wu Shugen
Wu Shugen (chiń. 吴树根; ur. 26 sierpnia 1987 w Mongolii Wewnętrznej) – chińska judoczka. Dwukrotna olimpijka. Zajęła siódme miejsce w Londynie 2012 i dziewiąte w Pekinie 2008. Walczyła w kategorii 48 kg.
Siódma na mistrzostwach świata w 2011. Triumfatorka igrzysk azjatyckich w 2010 i trzecia w drużynie w 2014. Wicemistrzyni Azji w 2012. Zdobyła dwa medale na igrzyskach wojskowych, srebrny w 2007. Mistrzyni świata wojskowych w 2013 roku.

## Letnie Igrzyska Olimpijskie 2008
| Konkurencja | Walki                    | Walki                | Walki                     | Klas. końcowa |
| Konkurencja | 1/8                      | 1/4                  | Repasaż                   | Miejsce       |
| ----------- | ------------------------ | -------------------- | ------------------------- | ------------- |
| 48 kg       | Sayaka Matsumoto (USA) W | Paula Pareto (ARG) P | Ryoko Tamura-Tani (JPN) P | IX            |

## Letnie Igrzyska Olimpijskie 2012
| Konkurencja | Walki     | Walki                | Walki                 | Walki                    | Klas. końcowa |
| Konkurencja | 1/16      | 1/8                  | 1/4                   | Repasaż                  | Miejsce       |
| ----------- | --------- | -------------------- | --------------------- | ------------------------ | ------------- |
| 48 kg       | wolny los | Lisa Kearney (IRL) W | Sarah Menezes (BRA) P | Éva Csernoviczki (HUN) P | VII           |